# Premiul Guillaume Apollinaire
Premiul Guillaume Apollinaire este un premiu literar francez pentru poezie acordat pentru prima dată în 1941. A fost numit în onoarea scriitorului francez Guillaume Apollinaire. Este o recunoaștere anuală a originalității și modernității unei colecții de poezii.

## Membrii juriului
Membrii juriului premiului Guillaume Apollinaire sunt aleși pe viață. De la ultima reînnoire (2011), membrii consiliului de administrație sunt:
- Charles Dobzynski (1929–2014) – președinte
- Jean-Pierre Siméon (1950–) – secretar general
- Marc Alyn (1937–)
- Marie-Claire Bancquart (1932–)
- Linda Maria Baros (1981–)
- Tahar Ben Jelloun (1944–)
- Zéno Bianu (1950–)
- Georges-Emmanuel Clancier (1914–)
- Philippe Delaveau (1950–)
- Guy Goffette (1947–)
- Bernard Mazo (1939–2012)
- Jean Portante (1950–)
- Robert Sabatier (1923–2012)

## Câștigătorii
Premiul a fost acordat de 9 ori unor poeți pentru întreaga lor operă: Paul Gilson, Pierre Seghers, Marcel Béalu, Vincent Monteiro, Luc Estang, Léopold Sédar Senghor, Jean-Claude Renard, Yves Martin, și Claude Roy.
Acesta a fost atribuit de 9 ori unor colecții publicate de Éditions Seghers, de 6 ori unor colecții publicate de Flammarion și de patru ori unor colecții publicate de către Gallimard.
Anii 1940
- 1941: Just Calveyrach pentru Guyane, Îles de Lérins
- 1942: Roger Rabiniaux pentru Les Faubourgs du ciel, Profils Litt. Fr.
- 1943: Yves Salgues pentru Le Chant de Nathanael, Profils Litt. Fr.
- 1944 - 1946 : nu s-a desemnat
- 1947: Hervé Bazin pentru Jour, Iles de Lérins
- 1948: Jean L'Anselme pentru Le Tambour de ville, LEC, éd. Contemporaines, și Rouben Melik pentru Passeur d'horizon, Îles de Lérins
- 1949: nu s-a desemnat

Anii 1950
- 1950: Paul Chaulot D'autres terres, Îles de Lérins
- 1951: Paul Gilson pentru întreaga operă
- 1952: Alain Bosquet pentru Langue morte, Le Sagittaire
- 1953: Jean Malrieu pentru Préface à l'amour, Cahiers du Sud și Armand Lanoux pentru Colporteur, Seghers
- 1954: André de Richaud pentru Le Droit d'asile, Seghers
- 1956: Robert Sabatier pentru Les Fêtes solaires, Albin Michel
- 1957: Jacques Baron pentru Les Quatre temps, Seghers
- 1957: Gilbert Trolliet pentru La Colline, Seghers|
- 1958: Jean Rousselot pentru L'Agrégation du temps, Seghers
- 1959: Luc Bérimont pentru L'Herbe à tonnerre, Seghers, și Pierre Seghers pentru întreaga operă

Anii 1960
- 1960: Marcel Béalu și Vincent Monteiro pentru întreaga operă
- 1961: Jean Breton pentru Chair et soleil, La Table Ronde
- 1962: Jeanne Kieffer pentru Cette Sauvage lumière, Gallimard
- 1963: Jean Bancal pentru Le Chemin des hommes, Silvaire
- 1964: Jean Desmeuzes pentru Ballade en Sol majeur, Millas-Martin
- 1965: Robert Lorho (pseudonim: Lionel Ray) pentru Légendaire, Seghers
- 1966: Catherine Tolstoï pentru Ce que savait la rose, Seghers
- 1967: Lorand Gaspar pentru Le Quatrième état de la matière, Flammarion
- 1968: Luc Estang pentru întreaga operă
- 1969: Albert Fabre pentru La Lumière est nommée, Seghers

Anii 1970
- 1970: Pierre Dalle Nogare pentru Corps imaginaire, Flammarion
- 1971: Gaston Bonheur pentru Chemin privé, Flammarion
- 1972: Serge Michenaud pentru Scorpion Orphée, éditions Guy Chambelland
- 1973: Marc Alyn pentru Infini au-delà, Flammarion
- 1974: Léopold Sédar Senghor pentru întreaga operă
- 1975: Charles Le Quintrec pentru Jeunesse de dieu, Albin Michel
- 1976: Bernard Noël pentru Treize cases du je, Flammarion
- 1977: Édouard Maunick pentru Ensoleillé vif, Le Cherche midi⁠(fr)[traduceți]
- 1978: Jean-Claude Renard pentru întreaga operă
- 1979: Jean Laugier pentru Rituel pour une ode, éditions Caractères

Anii 1980
- 1980: Vénus Khoury-Ghata pentru Les Ombres et leurs cris, Belfond
- 1981: Gaston Miron pentru L'Homme rapaillé, Maspéro
- 1982: Jean Orizet pentru Le Voyageur absent, Grasset
- 1983: Pierre Gabriel pentru La Seconde porte, Rougerie
- 1984: Pierrette Micheloud pentru Les Mots, la pierre, La Braconnière
- 1985: Jean-Vincent Verdonnet pentru Ce qui demeure, Rougerie
- 1986: Claude-Michel Cluny pentru Asymétries, La Différence
- 1987: Yves Broussard pentru Nourrir le feu, Sud-Poésie
- 1988: James Sacré pentru Une Fin d'après-midi à Marrakech, André Dimanche
- 1989: Philippe Delaveau pentru Eucharis, éditions Gallimard

Anii 1990
- 1990: Jacques Gaucheron pentru Entre mon ombre et la lumière, éditions Messidor
- 1991: Yves Martin pentru întreaga operă
- 1992: François de Cornière pentru Tout cela
- 1993: René Depestre pentru Anthologie personnelle, Actes Sud
- 1994: Jean-Pierre Siméon pentru Le Sentiment du monde, Cheyne
- 1995: Claude Roy pentru întreaga carieră
- 1996: Patrice Delbourg pentru L'Ampleur du désastre, Le Cherche midi
- 1997: Richard Rognet pentru Lutteur sans triomphe, L'Estocade
- 1998: Anise Koltz pentru Le Mur du son, Éditions phi, Luxembourg
- 1999: Claude Mourthé pentru Dit plus bas, Le Castor astral

Anii 2000
- 2000: Alain Jouffroy pentru C'est aujourd'hui toujours, Gallimard
- 2001: Alain Lance pentru Temps criblé, Obsidiane/Le Temps qu'il fait
- 2002: Claude Adelen pentru Soleil en mémoire, Dumerchez
- 2003: François Montmaneix pentru Les Rôles invisibles, Le Cherche midi
- 2004: Jacques Darras pentru Vous n'avez pas le vertige, Gallimard/L'Arbalète
- 2005: Bernard Chambaz pentru Été, Flammarion
- 2006: Jean-Baptiste Para pentru La Faim des ombres, Obsidiane
- 2007: Linda Maria Baros pentru La Maison en lames de rasoir, Cheyne
- 2008: Alain Borer pentru Icare & I don't, Éditions du Seuil
- 2009: Jacques Ancet pentru L'Identité obscure, Lettres Vives

Anii 2010
- 2010: Jean-Marie Barnaud pentru Fragments d'un corps incertain, Cheyne
- 2011: Jean-Claude Pirotte pentru Cette âme perdue, Le Castor astral and Autres Séjours, Le Temps qu'il fait
- 2012: Valérie Rouzeau pentru Vrouz, La Table ronde
- 2013: Frédéric Jacques Temple pentru Phares, balises & feux brefs, suivi de Périples, Bruno Doucey
- 2014: Askinia Mihaylova pentru Ciel à perdre, Gallimard
- 2015: Liliane Wouters pentru Derniers feux sur terre, Editions Le Taillis Pré, ainsi que l'ensemble de son œuvre